# Paradisanthus neglectus
Paradisanthus neglectus är en orkidéart som beskrevs av Rudolf Schlechter. Paradisanthus neglectus ingår i släktet Paradisanthus och familjen orkidéer. Inga underarter finns listade i Catalogue of Life.